# CommU
CommU（コミュー）はヴィストン社と大阪大学との共同開発でできた､ヒト型コミュニケーションロボットで、社会的対話ロボットとして開発された。音声は高品質音声合成エンジンAITalkを使用。机やテーブル等に置ける置き型の子供ロボットである。

## 特長
スキンヘッドに顔の中心部に小さな穴のようなのがあり、白のボディで腕は肌色だが、白のアームバンドみたいなのを嵌めているのが特長で、下半身は台のみで足は無し。大きさ的には2Lのペットボトル位である。また、ROBOT SHOPにて販売されている。
- 身長：30cm
- 体重：938g

丸坊主型とは別に男女別バージョンもあり、NTTドコモと共同開発用でそちらは非売品である。髪と眉があり、服の色も赤と青がある。女子型は赤い服、男子型は青い服である。